# Портрет Эммануила Францевича Сен-При
«Портрет Эммануила Францевича де Сен-При» — картина Джорджа Доу и его мастерской из Военной галереи Зимнего дворца.
Картина представляет собой погрудный портрет генерал-лейтенанта графа Эммануила Францевича Сен-При из состава Военной галереи Зимнего дворца.
К началу Отечественной войны 1812 года генерал-майор граф Сен-При был генерал-адъютантом, шефом 6-го егерского полка и занимал должность начальника Главного штаба 2-й Западной армии, участвовал во многих сражениях при отражении нашествия Наполеона, в Бородинской битве был тяжело контужен и вскоре за боевые отличия произведён в генерал-лейтенанты. Во время Заграничных походов 1813 и 1814 годов командовал 8-м пехотным корпусом. Был тяжело ранен 1 марта 1814 года при штурме Реймса и спустя несколько дней умер от ран.
Изображён в генерал-адъютантском мундире, введённом в 1815 году (граф Сен-При такой мундир носить не мог, поскольку погиб годом ранее и носил мундир старого образца с двумя рядами пуговиц), на эполете вензель императора Александра I, на плечи наброшена шинель. Слева на груди генерал-адъютантский аксельбант; на шее крест ордена Св. Георгия 2-го класса; справа на груди серебряная медаль «В память Отечественной войны 1812 года» на Андреевской ленте и звёзды орденов Св. Георгия 2-го класса и Св. Владимира 2-й степени (художник ошибочно не изобразил шейный крест этого ордена, из-за чего может создаться впечатление, что звезда имеет 1-ю степень). Подпись на раме с буквальной транслитерацией фамилии с написания латинским шрифтом (Saint-Priest): Графъ Е. Ф. Сент-Прiестъ, Генералъ Лейтенантъ. На портрете также ошибочно не изображена звезда ордена Св. Анны 1-й степени, полученная графом Сен-При ещё в 1810 году, которая должна была располагаться слева на груди.

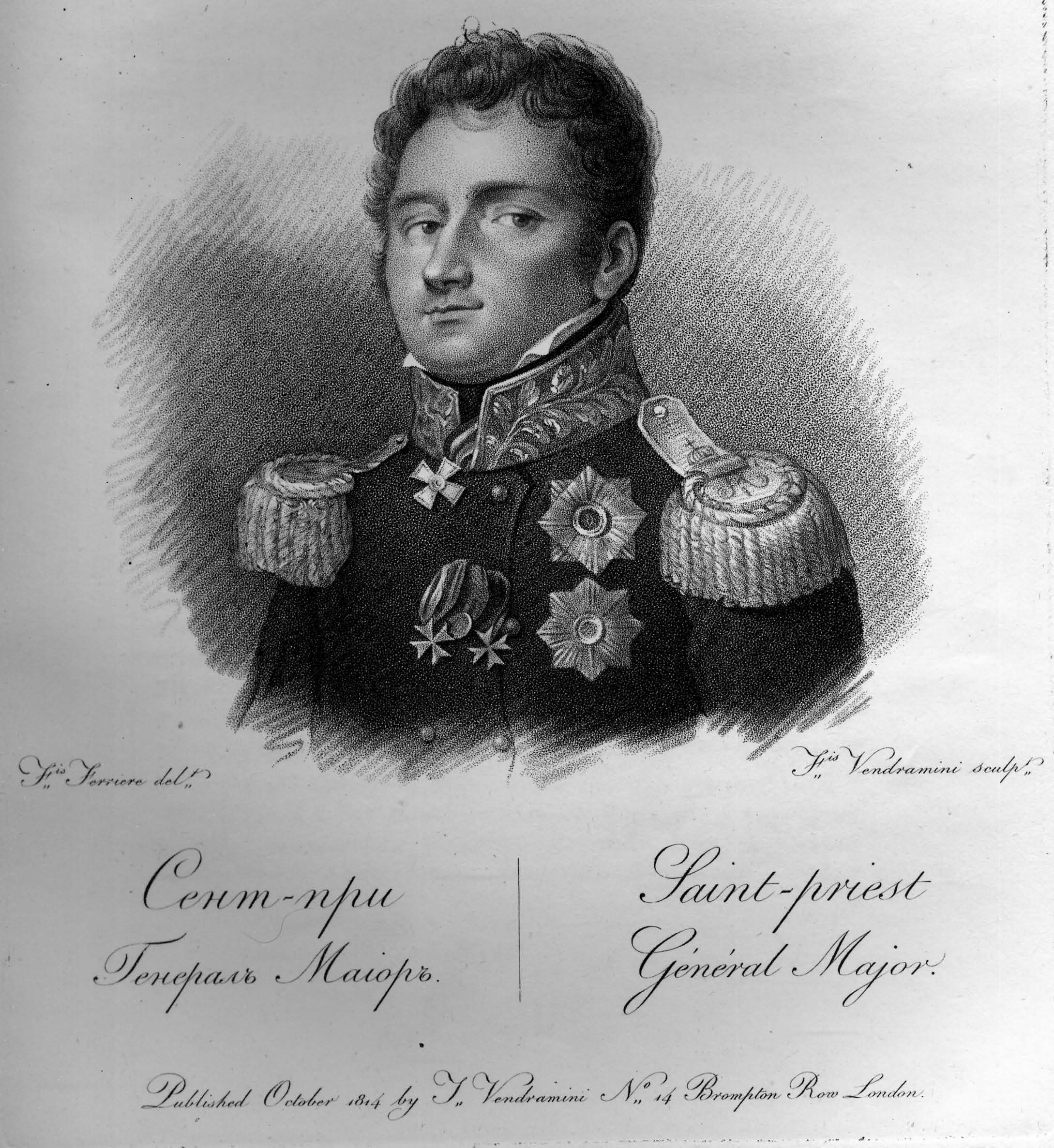
Гравюра Ф.Вендрамини

7 августа 1820 года Комитетом Главного штаба по аттестации граф Сен-При был включён в список «генералов, которых служба не принадлежит до рассмотрения Комитета» и 4 сентября того же года император Александр I приказал написать его портрет. Гонорар Доу был выплачен 1 июля 1822 года. Готовый портрет был принят в Эрмитаж 7 сентября 1825 года. Доу в работе вероятно использовал неизвестный современным исследователям портрет-прототип. Хранитель британской живописи в Эрмитаже Е. П. Ренне высказала предположение, что Доу мог использовать гравюру Ф. Вендрамини по рисунку Ф. Ферьера, опубликованную в 1813 году (хотя на самой гравюре указана дата «октябрь 1814 года»), однако при визуальном сравнении заметно, что эти работы имеют мало общего.
В 1840-е годы в мастерской П. Пети по рисунку В. Долле с портрета была сделана литография, опубликованная в книге «Император Александр I и его сподвижники» и впоследствии неоднократно репродуцированная. В части тиража была напечатана другая литография, мастерской И. П. Песоцкого, отличающаяся мелкими деталями.